# Syncollesis coerulea
Syncollesis coerulea är en fjärilsart som beskrevs av W. Warren 1896. Syncollesis coerulea ingår i släktet Syncollesis och familjen mätare. Inga underarter finns listade i Catalogue of Life.